# Pap János Dezső
Pap János Dezső (Szeged, 1843. szeptember 27. – Szeged, 1917. június 4.) piarista kormánysegéd, főgimnáziumi tanár, természettudós.

## Élete
Pap István és Laskovics Erzsébet fia. Középiskolai tanulmányait szülőföldjén kezdte, Kecskeméten folytatta és Kolozsvárt végezte be. 1859. szeptember 20-án lépett a rendbe, és a próbaévet Vácon töltötte, majd tanulmányainak kiegészítése végett Kecskemétre küldték, ahol lelkesebb rendtársaival irodalmi kört alakított, erről a hetenként megjelent Kikelet gyöngyei című lapban számolt be.
1862-ben Máramarosszigetre rendelték gimnáziumi tanárnak, mely állásában három évet töltött, és ezen idő alatt a megyét többszörösen beutazta növény- és ásványtani tanulmányok céljából. 1864. április 4-én tett szerzetesi fogadalmat, 1865-ben Sátoraljaújhelyre került, itt is három évet töltött. 1867. április 22-én Bartakovics Béla egri érsek áldozópappá szentelte, és a kolozsvári főgimnáziumhoz helyezték át, ahol 1868-tól természetrajzzal foglalkozott, és e szakból 1870. december 23-án Pesten tanárvizsgálatot tett; ugyanezen évben elnyervén a pesti főgimnázium természetrajzi tanszékét, a tanítás mellett Margó Tivadar és Jurányi Lajos egyetemi tanárok előadásait is hallgatta.
Budapestről 1877-ben Szegedre helyezték át, ahol 1879-ben az árvíz következtében a 12 osztályos főgimnázium nyolcosztályosra zsugorodott; ekkor öt más társával együtt neki is távoznia kellett szülőföldjéről. Elöljárói akkor a nagykanizsai főgimnázium igazgatásával bízták meg. Kérésére rendfőnöke 1885-ben visszahelyezte Szegedre, ahol mint a társház főnöke és a kegyesrend kormányának egyik választott tagja 1898-ig működött, amikor is a tanítás alól fölmentve, a rend központi pénztárának vezetésére Budapestre rendelték. 1913-ben vonult nyugdíjba, ezután haláláig Szegeden élt.
A szegedi Dugonics Társaság alapító, a Királyi Magyar Természettudományi Társaság és a budapesti matematikai és fizikai társaság rendes tagja és a szegedi ipartársulat tiszteletbeli tagja volt.

## Írásai
Költeményeket írt az Ibolyába, a Szegedi s a Baross-Emléklapokba, XIII. Leó pápa jubileumára 1887., valamint a Kucserik-féle Emléklapokba, 1878.; tárca- és neveléstani cikkeket közölt a Zempléni Hiradóban (1865-66.), a Tanodai Lapokban (1867.); gazdasági dolgozatokat írt a Magyar Gazdába (1871.), természetrajziakat 1870-79-ig mint főmunkatárs a Természetbe és a Délmagyarországi Természettudományi Társulat Közlönyébe (1881.). Írt az Országos Tanáregylet Közlönyébe (1875.), a Szegedi Naplóba (1878. és 1885.), a Zalába (1882.), a Szegedi Hiradóba (1883.), valamint a szegedi Dugonics-Társaság Évkönyveibe (1895. Élődiség, 1898); czikkei a Természetben (1870. A madarak szellemi tehetsége és ösztöne, 1871. A rovarok fegyverei, Az arany ponty, A madarak szaporodása, A darázsfészkek, 1872. A tenger szárnyasai, A vizek élete, A virágtalan növények szereplése a természetben és háztartásban, 1873. A hártyaröpűek, A téli alvók, Növényfejedelmek, rajzzal, 1874. A sarkvidéki szárnyasok, A liliomok, Növénybarátok, A nádasok lakói, A boróka és cyprus, 1875. A mocsárlakók) sat.; a budapesti kegyestanítórendi főgymnasium Értesítőjében (1871. Élődiség a természetben, 1876. A rovarrendszer vázlatos története); a szegedi róm. kath. főgymansium Értesítőjében (1878. Szeged város birtokterületének földtani és talajviszonyai); a nagykanizsai róm. kathol. főgymnasium Értesítőjében (1880. Nagykanizsai gymnasium és a kegyestanítórendi ház vázlatos története, 1884. Néhány állat és növény szereplése a magyar mythologiában és költészetben); a szegedi kegyesrendi főgymnasium Értesítőjében (1893. Képek Szeged város birtokterületének növényvilágából). Költeményeket közölt még a Magyar Államban (1875. decz. Szabó István hellenista 50 éves írói jubileumára, 1876., 1883.), a Zalai Tanügyben (1882.), a Szegedi Hiradóban (1883.), a Magyar Szemlében (1889.), a Veszprémi Közlönyben (1884-1893.) és a Mária Naptárban (1881., 1883.).

## Művei
- Pap-Mihálka, Állattan alapvonalai. Átdolgozta. Pest, 1873 (4. kiadás. 128 fametszettel)
- Természetrajz elemei. A középtanodák alsó osztályainak használatára. Budapest, 1873. Három rész (I. Állattan, II. és III. Növénytan. Ásványtan. I. 2. átnézett és módosított k. 1875., 3. átnézett k. 1877., 4. k. 1880., 7. k. 1890., 8. k. 1893., átdolg. Vangel Jenő, 9. k. 1894., 10. jav. k. átdolg. Vaszkó György 1900., 11. k. 1902. II. 2. átn. és módosított k. 1876., 4. k. 1882., 5. k. 1886., 7. k. 1890., 8. k. 1893. átdolg. Vangel Jenő, 10. k. 1896., 11. k. átdolg. Vaszkó György 1900., 12. k. 1902. III. 2. átn. és módosított k. 1876., 4. k. 1882., 5. k. 1886., 7. k. 1890. 8. k. 1893. átdolg. Vangel Jenő. 10. kiad. átdolg. Vaszkó Jenő, 1902. Uo. számos ábrával.)
- Az ásványok természetrajza. A középtanodák felső osztályainak használatára. Uo. 1874, számos fametszvénynyel
- A növények természetrajza. A középtanodák felső osztályainak használatára. Uo. 1875
- Az állatok természetrajza. A középtanodák felső osztályainak használatára, számos fametszvénynyel. Uo. 1875
- A madarak természetrajza képekben. Schubert G. H.-tól. A 6. kiadás szövegének tekintetbe vételével írta. Uo. 1875
- Az emlősállatok. Szöveg a Schubert Állatképekhez. Uo. 1876
- A madarak. Szöveg a Schubert Állatképekhez. Uo. 1877
- Hüllők, kétéltűek, halak, puhányok, rovarok, férgek és a sugárállatok természetrajza. Schubert G. H.-tól. Szövegét a 9. kiadás tekintetbe vételével írta. Uo. 1877
- Az állatok szaporodása és fejlődése. Uo. 1877
- Emlékhangok nagys. és főt. dr. Tóth Ker. János áldozársága félszázados örömünnepére, a szegedi k. tanítórendi társház. Szeged, 1878
- Kucserik Sándor tiszteletére. Kecskemét, 1878 (költ.)
- Emlékhangok Nagymélt. és főt. dr. Kovács Zsigmond úrnak, Veszprém egyházmegye püspökének első főpásztori látogatása alkalmára ajánlja a nagykanizsai kegyes tanítórendi társház. Nagy-Kanizsa, 1880
- Az ásványtan és földtan elemei. A középtanodák IV. osztálya számára. Számos magyarázó rajzzal. Bpest, 1880
- Örömdal Rudolf trónörökös házassága alkalmára. Uo. 1881
- Prolog. A szegedi iparcsarnok megnyitására. Szeged, 1881
- A növénytan elemei. A középtanodák V. oszt. számára. Számos magyarázó rajzzal. Bpest, 1881
- Az állattan elemei. A középtanodák VI. oszt. számára. Számos fametszvénynyel. Uo. 1882
- Tamás családja. Alföldi kép. Népies költői elbeszélés négy énekben. Nagy-Kanizsa, 1883
- A piaristák Szegeden (1720-1886.) A régi és uj főgymnasium rajzával. Szeged, 1886
- Háladal Szegednek. A szegedi piaristáknak új lakházukba költözésök emlékére. Uo. 1887
- Örömdal Bonnaz Sándor csanádi püspök főpásztori jubileumára. Uo. 1887
- Örömdal Kalmár Endre kegyesrendi tartományfőnökké választása emlékére. Bpest, 1888 és 1892
- Örömdal Budaváry Kal. József kegyesrendi pap áldozópapsága 50 éves örömünnepére. Uo. 1890
- Örömdal Dessewffy Sándor csanádi püspök főpásztori beiktatása emlékére. Temesvár, 1890
- Emléklapok Magyar Gábor szegedi főgymn. igazgató születése 50-ik évfordulója alkalmából. Szeged, 1892
- Képes természetrajz. Állat-, növény- és ásványország. Az ifjúságnak és a nagyközönségnek. Uo. 1897

## Álnevei és jegye
Szegedi, Alföldi, Clio és -p. (Zempléni Hiradó 1865., Természet 1871. Zala 1882. és Veszprémi Közlöny 1885)